# Minerva Ayón
Minerva Ayón (Ciudad de México,1985) es artista visual y ceramista mexicana. Codirectora y co-fundadora del proyecto educativo Avalokita, su obra se centra en el cuestionamiento de los roles de género, identidades de género, el deseo femenino y el feminismo.

## Trayectoria
Estudió la licenciatura en artes visuales del Centro Morelense de las Artes y la maestría en artes visuales de la Universidad Nacional Autónoma de México.
En 2014 inició una estancia de investigación artística en Concordia University en Montreal, misma que continuó en Vital Signs en la Universidad de Pensilvania y Magic in the Middle Agesen la Universidad de Barcelona, ambas de manera remota. 

## Exposiciones
Entre sus exposiciones colectivas se encuentran:
- 2010: ¿Tienes miedo? En la Galería del Centro Morelense de las Artes. [4]
- 2012:  About a Change en el World Bank Art Program, Washington D.C. [4]
- 2020: Solsticio de invierno, en la Casa de Cultura de la Universidad Autónoma del Estado de México.[3]
- 2021: Our galaxy´s center smells like rum and tastes like respberries, colaboración realizada con David Bellemare, en Toronto, Canadá.[5]
- 2022: Solsticio de verano, en el Museo de la Ciudad de Cuernavaca.[5]

Por otro lado, entre sus exposiciones individuales se encuentran: 
- 2017: La Diosa Rabiosa, en el Museo Jardín Borda, en Cuernavaca, centrada en los procesos de construcción identitaria y producción de realidades específicas, a partir de la deconstrucción, reorganización e integración de estímulos estéticos.[6]
- 2017: Bing Bang/Bushy Business, WSW Rosendale. [7]
- 2018: Paridos en el aire, que conjunta obras bidimensionales y esculturas que evocan la inmersión en el cuerpo, la cultura del consumo y el deseo.[8]
- 2022: Tiotimolina resusublimada: el triunfo de los anormales, integrada por tres instalaciones; Solsticio de invierno, Love Backwards y el Triunfo de los anormales. Dicha obra explora la identidad construida o representada a través del autorretrato, realizada para generar experiencias visuales y sensoriales.[5]

## Premios
En 2021 recibió el premio Trayectoria consolidada en la Cuarta Bienal de Arte Lumen por su obra Solsticio de invierno.